# Sud Mennucci (São Paulo)
Sud Mennucci es un municipio brasileño en el interior del estado de São Paulo. Se localiza a una latitud 20º41'27" sur y a una longitud 50º55'26" oeste, estando a una altitud de 386 metros, a una distancia de 627 kilómetros de la capital del estado. Su población censada por el IBGE en 2010 es de 7440 habitantes.

## Geografía
Posee un área de 590 km².

### Clima
El clima de Sud Mennucci puede ser clasificado como clima tropical de sabana (Aw), de acuerdo con la clasificación climática de Köppen.

### Hidrografía
- Río Tietê
- Río São José dos Dourados

### Carreteras
- SP-310

## Administración
- Prefecto: Celso Torquato Junqueira Franco (2009/2012)
- Viceprefecto: Nelson Gonçalves de Assis
- Presidente de la cámara: Antonio de Araújo Lofego PV (2011/2012)
- Vicepresidente: Cleonice Luiz Días PSDB
- 1º Secretário: Valdir Satin PSDB

## Religión
El Cristianismo está presente en la ciudad de la siguiente manera:

### Iglesia Católica
La iglesia católica del municipio forma parte de la Diócesis de Jales.

### Iglesia Protestante
En la ciudad están presentes las más diversas creencias evangélicas, principalmente pentecostales, incluidas las Asambleas de Dios de Brasil (la iglesia evangélica más grande del país), Congregación Cristiana, entre otras. Estas denominaciones están creciendo cada vez más en todo Brasil.